# Kornmotte

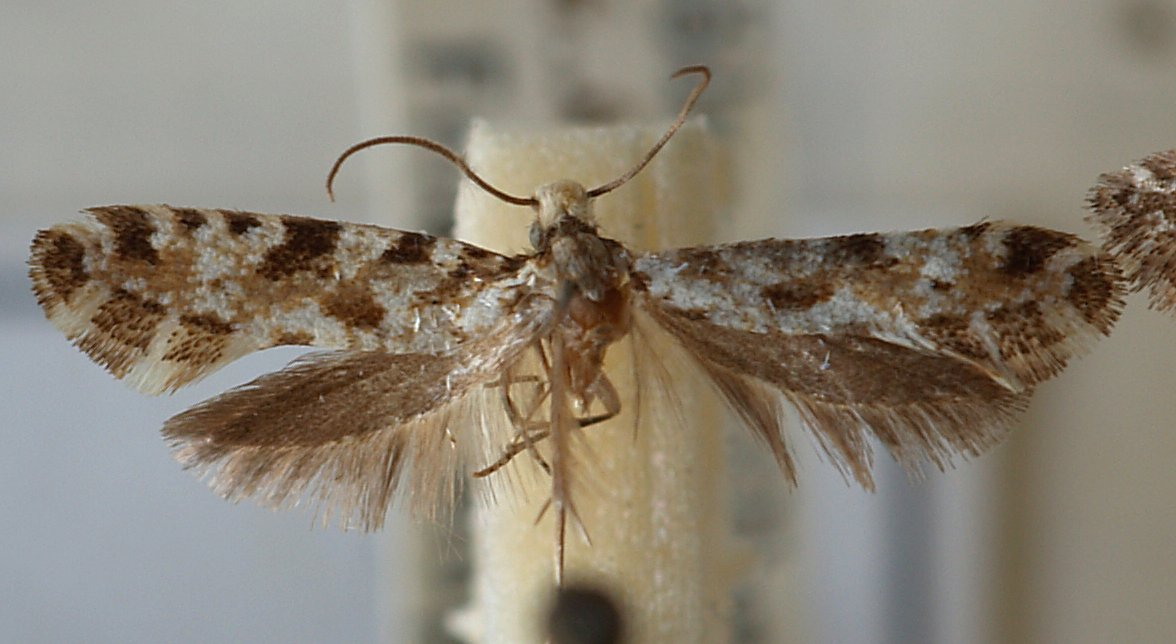
Präparat mit gespannten Flügeln

Die Kornmotte (Nemapogon granella) ist ein Schmetterling (Nachtfalter) aus der Familie der Echten Motten (Tineidae).

## Merkmale
Die Falter besitzen eine Körperlänge von 6–7 mm und erreichen eine Flügelspannweite von 9 bis 16 Millimetern. Sie zeichnen sich durch eine helle, bräunliche Grundfärbung sowie ein unregelmäßiges dunkelbraunes Muster aus.
Die weißlich gelben Raupen erreichen eine Länge von 7–10 mm. Die Kopfkapsel ist meist dunkelbraun gefärbt.

## Ähnliche Arten
Die Falter sind nur mit Hilfe einer Dissektion und einer mikroskopischen Untersuchung sicher von den folgenden Arten unterscheidbar.
- Nemapogon cloacella (Korkmotte)
- Nemapogon variatella (Roggenmotte)

## Vorkommen
Nemapogon granella ist in der westlichen Paläarktis heimisch. Die Art ist in ganz Europa weit verbreitet. Ihr Vorkommen reicht bis in das westliche Asien. Aufgrund der Vorliebe der Raupen für gelagerte Produkte wird die Art regelmäßig über die ganze Welt verschleppt, wobei sie sich an den verschiedenen Orten nicht zwangsläufig als Art etabliert. Sie tritt beispielsweise in Australien regelmäßig auf. In Nordamerika gibt es offenbar eine Population von Nemapogon granella.

## Lebensweise
Die Falter werden von März bis September angetroffen. Sie fliegen vor allem in der Dämmerung, vereinzelt werden sie auch tagsüber angetroffen.
Die Raupen ernähren sich von verschiedenen Stielporlingsartigen (Polyporales), darunter dem Birkenporling (Fomitopsis betulina). Daneben findet man die Raupen auch an verschiedenen Getreiden, Hülsenfrüchten, Trockenfrüchten, Nüssen und an weiteren landwirtschaftlichen gelagerten Produkten, wo sie durch ihren Fraß, Kotabscheidungen und Puppenbildungen Schäden oder Wertminderungen anrichten. Aus diesem Grunde gilt Nemapogon granella als ein Vorratsschädling. Pheromonfallen bilden eine Möglichkeit, gegen die Schädlinge vorzugehen.